# Aeshna serrata
Aeshna serrata е вид водно конче от семейство Aeshnidae. Видът е незастрашен от изчезване.

## Разпространение
Разпространен е в Армения, Грузия, Европейска част на Русия, Естония, Казахстан, Киргизстан, Монголия, Оландски острови, Турция, Финландия и Швеция. Временно е пребиваващ в Дания.

## Описание
Популацията на вида е стабилна.